# Jackson Wild Media Awards
Die Jackson Wild Media Awards sind ein jährlicher Filmwettbewerb zur Auszeichnung herausragender Leistungen im Bereich Natur-, Wissenschafts- und Umweltfilme in Jackson Hole, Wyoming, Vereinigte Staaten. Sie sind Nachfolger der Auszeichnungen des 1991 gegründeten Jackson Hole Wildlife Film Festivals. Unter dem Namen Jackson Wild entstand eine gemeinnützige Organisation, die Veranstaltungen, Preisverleihungen und Medienlabore auf der ganzen Welt koordinieren will.
Jackson Wild veranstaltet einen einwöchigen Branchengipfel, der über 650 internationale Filmemacher, Fotografen und Autoren sowie über 200 Interessenvertreter aus Wissenschaft und Naturschutz zum Jackson Wild Summit anzieht. Bei den Jackson Wild Media Awards wurden 2019 mehr als 20 Auszeichnungen aus über 1000 Einsendungen verliehen. Finalisten und Gewinnerfilme werden laut eigenen Angaben für Bildungsvorführungen auf der ganzen Welt zur Verfügung gestellt. Im Jahr 2023 wurde über 450 Filme zum Wettbewerb eingereicht, davon mehr als 1100 Kategorien aus 74 verschiedenen Ländern. Die Finalisten wurden von mehr als 200 internationalen Juroren ausgewählt, die insgesamt über 1000 Stunden Medienmaterial sichteten.
Das Jackson Hole International Film Festival findet am gleichen Ort statt. Beide Veranstaltungen sind voneinander unabhängig.
Geschäftsführer der Organisation ist seit 2023 der frühere National-Geographic-Manager Geoff Daniels. Er löst Lisa Samford ab.
Der World Wildlife Day Film Showcase trägt zu den Feierlichkeiten des UN-Welttag der Wildtiere 2024 bei und will dessen Thema „Digitale Innovation im Artenschutz“ veranschaulichen. Daher stehen alle offiziellen Beiträge zum Streamen zur Verfügung.
Sponsoren sind u. a. Doclights/NDR Naturfilm, der ORF und Terra Mater Studios.